# フリードリヒ1世 (ヴュルテンベルク王)
フリードリヒ1世（Friedrich I. Wilhelm Karl von Württemberg、1754年11月6日 - 1816年10月30日）は、ヴュルテンベルク王国初代国王（在位：1805年 - 1816年）。ヴュルテンベルク公フリードリヒ2世オイゲンとその妃フリーデリケ・ドロテア・ゾフィアの長男としてリガ近郊で生まれた。

## 家族
1780年10月15日、アウグステ（ブラウンシュヴァイク＝ヴォルフェンビュッテル公カール・ヴィルヘルム・フェルディナントの長女、1764年 - 1788年）と結婚。4子をもうけた。
- ヴィルヘルム1世（1781年 - 1864年）
- カタリーナ・フリーデリケ（1783年 - 1835年） - ジェローム・ボナパルトの妻
- アウグスタ・ゾフィア（1783年 - 1784年）
- パウル（1785年 - 1852年） - ザクセン＝ヒルトブルクハウゼン公女シャルロッテと結婚。後のヴュルテンベルク王ヴィルヘルム2世の祖父にあたる

アウグステと死別後、1797年にイギリス王女シャーロットと再婚した。アウグステの母オーガスタ・オブ・ウェールズとシャーロットの父ジョージ3世は姉弟であり、2人の妃たちは従姉妹同士であった。子供はなかった。
| フリードリヒ1世 (ヴュルテンベルク王) ヴュルテンベルク家 1754年11月6日 - 1816年10月30日 |                                                       |                                                                   |
| ドイツの君主                                                                           |                                                       |                                                                   |
| 先代 フリードリヒ2世オイゲン                                                           | ヴュルテンベルク公 1797年12月23日 – 1803年2月25日     | 空位ヴュルテンベルク選帝侯国への昇格による称号の廃止次代の在位者― |
| 空位ヴュルテンベルク選帝侯国への昇格による称号の新設最後の在位者―                      | ヴュルテンベルク選帝侯 1803年2月25日 – 1805年12月26日 | 空位ヴュルテンベルク王国への昇格による称号の廃止次代の在位者―     |
| 空位ヴュルテンベルク王国への昇格による称号の新設最後の在位者―                          | ヴュルテンベルク王 1805年12月26日 – 1816年10月30日    | 次代 ヴィルヘルム1世                                              |